# سياسة الجوار الأوروبي

سياسة الجوار الأوروبي هي أداة علاقات خارجية تابعة للاتحاد الأوروبي تسعى إلى ربط هذه الدول بشرق وجنوب الأراضي الأوروبية بالاتحاد الأوروبي. تشمل هذه البلدان، في المقام الأول البلدان النامية، بعض الذين يسعون إلى أن يصبحوا يومًا ما إما دولة عضو في الاتحاد الأوروبي أو أكثر اندماجًا مع الاتحاد الأوروبي. لا تنطبق سياسة الجوار الأوروبية على الدول المجاورة للمناطق الخارجية للاتحاد الأوروبي، وتحديداً أراضي فرنسا في أمريكا الجنوبية، ولكن فقط على تلك الدول القريبة من أراضي الدول الأعضاء في الاتحاد الأوروبي في أوروبا القارية.
البلدان المشمولة هي الجزائر، المغرب، مصر، إسرائيل، الأردن، لبنان، ليبيا، فلسطين، سوريا وتونس في الجنوب وأرمينيا، أذربيجان، بيلاروس، جورجيا، مولدوفا وأوكرانيا في الشرق. تتمتع روسيا بوضع خاص مع المساحات المشتركة بين الاتحاد الأوروبي وروسيا بدلاً من المشاركة في سياسة الجوار الأوروبية. يقدم الاتحاد الأوروبي المساعدة المالية إلى دول الجوار الأوروبي، طالما أنها تستوفي الشروط الصارمة للإصلاح الحكومي والإصلاح الاقتصادي والقضايا الأخرى المحيطة بالتحول الإيجابي. عادة ما تكون هذه العملية مدعومة بخطة عمل وافقت عليها بروكسل والبلد المستهدف. لا تغطي سياسة الجوار الأوروبية البلدان المدرجة في أجندة توسيع الاتحاد الأوروبي الحالية، أو رابطة التجارة الحرة الأوروبية أو الدول الصغيرة والاتحاد الأوروبي.
يبرم الاتحاد الأوروبي عادة اتفاقيات الشراكة في مقابل التزامات الإصلاح السياسي أو الاقتصادي أو التجاري أو المتعلق بحقوق الإنسان في بلد ما. في المقابل، قد يُمنح البلد وصولاً خاليًا من الرسوم الجمركية إلى بعض أو كل أسواق الاتحاد الأوروبي (لا سيما السلع الصناعية أو المنتجات الزراعية) والمساعدة المالية أو الفنية.

## تاريخيًا

### التأسيس
تهدف سياسة الجوار الأوروبي للاتحاد الأوروبي إلى تقريب أوروبا وجيرانها. صيغت بعد توسيع الاتحاد الأوروبي عام 2004 بعشرة دول أعضاء جدد، من أجل تجنب إنشاء حدود جديدة في أوروبا. كما صيغت لمنع ظهور حدود فاصلة جديدة بين الاتحاد الأوروبي الموسع وجيرانه. تتمثل الرؤية في رغبة حلقة من البلدان بمزيد من التكامل، ولكن دون أن تصبح بالضرورة أعضاء كاملة العضوية في الاتحاد الأوروبي. حُددت السياسة لأول مرة من قبل المفوضية الأوروبية في مارس 2003.
تشمل البلدان الجزائر، والمغرب، ومصر، وإسرائيل، والأردن، ولبنان، وليبيا، وفلسطين، وسوريا وتونس في الجنوب، وأرمينيا، وأذربيجان، وبيلاروسيا، وجورجيا، ومولدوفا وأوكرانيا في الشرق. تتمتع روسيا بوضع خاص مع المساحات المشتركة بين الاتحاد الأوروبي وروسيا بدلًا من المشاركة في سياسة الجوار الأوروبي.
أطلقت المفوضية الأوروبية في 25 مايو 2011، ما وصفته بسياسة جوار أوروبية جديدة وطموحة، ومدعومة بأكثر من 1.2 مليار يورو في التمويل الجديد، وبذلك يصل المجموع إلى حوالي 7 مليار يورو. حُددت الأولويات والتوجهات الرئيسية لإستراتيجية سياسة الجوار الأوروبي التي نُشطت في الاتصال المشترك من قبل المفوضية الأوروبية والممثل الأعلى للشؤون الخارجية، بعنوان «استجابة جديدة لجوار متغير». تسعى إلى تعزيز العلاقات الفردية والإقليمية بين الاتحاد الأوروبي والدول المجاورة له من خلال نهج «مزيد من الأموال لمزيد من الإصلاح»، بتوفير المزيد من الأموال الإضافية، ولكن مع تطبيق المزيد من المساءلة المتبادلة.
تمثلت أول سياسة شاملة للمنطقة في الجنوب بالشراكة الأوروبية المتوسطية (أو عملية برشلونة)، وهي إطار واسع للعلاقات السياسية والاقتصادية والاجتماعية بين الدول الأعضاء في الاتحاد الأوروبي ودول جنوب البحر الأبيض المتوسط. بدأت في 27-28 نوفمبر 1995 من خلال مؤتمر وزراء الخارجية الذي عقد في برشلونة. تشمل قائمة «الشركاء المتوسطيين» جميع دول البحر الأبيض المتوسط الأخرى بما في ذلك ليبيا (التي كانت تتمتع «بوضع مراقب» من عام 1999 إلى عام 2012) إلى جانب الدول السبعة وعشرين الأعضاء في الاتحاد الأوروبي.
تعد الشراكة الشرقية في الشرق مبادرة سياسية أُطلقت في قمة براغ في مايو 2009، وتهدف إلى تقريب ستة جيران من أوروبا الشرقية (أرمينيا وأذربيجان وبيلاروسيا وجورجيا ومولدوفا وأوكرانيا) من الاتحاد الأوروبي. تمثل البعد الشرقي لسياسة الجوار الأوروبي، وتعزز العلاقات الثنائية بين الاتحاد الأوروبي وشركائه. تشارك هذه الدول- باستثناء بيلاروسيا- أيضًا في الجمعية البرلمانية الأوروبية.
أطلقت المفوضية الأوروبية في مارس 2015، مراجعة للمبادئ التي تستند إليها السياسة وكذلك نطاقها وكيفية استخدام أدواتها. تتبع المشاورة أربع أولويات: التمايز، والتركيز، والمرونة، والملكية، والرؤية. قُرر في الخريف الذي يليه اتصال يحدد مقترحات للاتجاه المستقبلي لسياسة الجوار الأوروبي.

### التمويل: من الصك الأوروبي للجوار والشراكة إلى الصك الأوروبي للشراكة
يقوم الصك الأوروبي للجوار والذي دخل حيز التنفيذ في عام 2014، على مبدأين أساسيين، يتمثلان في منح الحوافز ومكافأة أصحاب الأداء الأفضل، وتقديم الأموال بطريقة أسرع وأكثر مرونة. تبلغ ميزانيته 15.4 مليار يورو، ويُوفر الجزء الأكبر من التمويل من خلال عدد من البرامج. يحل الصك الأوروبي للجوار، الذي يسري من 2014 إلى 2020، محل الصك الأوروبي للجوار والشراكة. تستمر أداة التعاون هذه في إدارتها من قبل المديرية العامة للتنمية والتعاون ويوروب أيد، والتي تحول القرارات المتخذة على المستوى السياسي إلى أفعال على أرض الواقع. بلغ تمويل الصك الأوروبي للجوار والشراكة المعتمد للفترة 2007-2013 حوالي 11.2 مليار يورو.
أعربت وزارة الخارجية الكازاخستانية عن اهتمامها بسياسة الجوار الأوروبي، وناقش بعض أعضاء البرلمان الأوروبي أيضًا إدراج كازاخستان في سياسة الجوار الأوروبي. أُطلق مركز معلومات الجوار الأوروبي في يناير 2009 من قبل المفوضية الأوروبية لزيادة التعريف بالعلاقة بين الاتحاد الأوروبي وجيرانه.

## الاتفاقيات
وُقعت اتفاقيات في التاريخ الحديث، كجزء من سياستين للاتحاد الأوروبي: عملية الاستقرار والمشاركة، وسياسة الجوار الأوروبية. تغطي سياسة الجوار الأوروبي دول البحر الأبيض المتوسط ودول شرق أوروبا المجاورة للاتحاد الأوروبي (بما في ذلك جنوب القوقاز، وباستثناء روسيا التي تصر على إنشاء أربع مساحات مشتركة بين الاتحاد الأوروبي وروسيا)، وذلك من خلال المديرية العامة للعلاقات الخارجية.
لا يوجد أي ذكر لعضوية الاتحاد الأوروبي في اتفاقيات الشراكة في سياسة الجوار الأوروبي (كما هو الحال في اتفاقيات الشراكة المماثلة الموقعة مع المكسيك ودول أخرى)، ويشكل ذلك مصدر قلق فقط لدول سياسة الجوار الأوروبي، لأنه لا يمكن لدول البحر الأبيض المتوسط الانضمام إلى الاتحاد في شكله الحالي لأنهم ليسوا موجودين في قارة أوروبا. تشبه اتفاقيات الشراكة الأوروبية لسياسة الجوار الأوروبي، اتفاقيات الشراكة والتعاون الموقعة مع دول رابطة الدول المستقلة في تسعينيات القرن العشرين، واتفاقيات الشراكة الأخرى المتعددة التي تحكم العلاقات بين الاتحاد الأوروبي والدول الثالثة الأخرى.
تنص سياسة الجوار الأوروبي على إعداد الاتحاد الأوروبي لتقرير قطري، بعد التوقيع على اتفاقية الشراكة مع دولة معينة، ثم يتفق الجانبان على خطة عمل صاغها الاتحاد الأوروبي (بما في ذلك إصلاحات معينة وإجراءات ومساعدة من الاتحاد الأوروبي) لفترة ثلاث إلى خمس سنوات تالية.
تعتمد كل من اتفاقية جنوب آسيا وسياسة الجوار الأوروبي في الغالب على المكتسبات المجتمعية للاتحاد الأوروبي وإصدارها في تشريعات الدول المتعاونة. لا يكون التنسيق على نفس القدر مما هو بين أعضاء الاتحاد الأوروبي كاملي العضوية، وقد لا تُغطى بعض مجالات السياسة (اعتمادًا على دولة معينة).
يمكن تقسيم دول سياسة الجوار الأوروبي إلى مجموعتين (وفقًا إلى أي يو أوبسيرفر): الدول الأوروبية مع إمكانية الحصول على عضوية الاتحاد الأوروبي المعلنة صراحةً على المدى الطويل، ودول البحر الأبيض المتوسط مع عدم وجود مثل هذا البيان في خطط العمل. يعدّ هذا التقسيم واضحًا في المجموعتين للأنشطة متعددة الأطراف التي تهدف إلى استكمال خطط عمل سياسة الجوار الأوروبي الثنائية (الشراكة الشرقية والاتحاد من أجل المتوسط).
يجب أن توافق جميع الدول الأعضاء في الاتحاد الأوروبي على اتفاقيات الشراكة. وُقعت اتفاقيات شراكة مع دول البحر الأبيض المتوسط، وشملت اتفاقية التجارة الحرة بين الاتحاد الأوروبي والبلد الثالث. يُتوقع توقيع مثل هذه الأحكام لبعض فترات خطط العمل التالية بالنسبة لجيران أوروبا الشرقية في الاتحاد الأوروبي المشمولين بسياسة الجوار الأوروبي.